# Nati nel 1912/Febbraio
| Questa pagina contiene informazioni ricavate automaticamente dalle voci biografiche con l'ausilio del template Bio e di un bot. L'aggiornamento è periodico e automatico e ricostruisce completamente la pagina. Se manca una persona in questa lista, sei pregato di non aggiungerla, ma accertati piuttosto che la sua voce biografica contenga il template Bio e che i dati anagrafici siano correttamente compilati. Se il template Bio manca, inseriscilo tu stesso o, in alternativa, metti l'avviso {{tmp\|Bio}} che ne segnala la mancanza. Se i dati riportati sono sbagliati, correggi direttamente la voce biografica; le modifiche saranno visibili in questa lista entro pochi giorni. Per chiarimenti vedi il progetto biografie. La lista contiene solo le 179 persone che sono citate nell'enciclopedia e per le quali è stato implementato correttamente il template Bio. Pagina aggiornata al 18 ago 2025. |

- 1º febbraio - Birendra Basak, pallanuotista indiano
- 1º febbraio - Erich Campe, pugile tedesco († 1977)
- 1º febbraio - Eletto Contieri, multiplista e dirigente sportivo italiano
- 1º febbraio - Mario De Bartoli, calciatore italiano
- 1º febbraio - Albin Kitzinger, calciatore tedesco († 1970)
- 1º febbraio - Ronald Kirkbride, scrittore e sceneggiatore canadese († 1973)
- 1º febbraio - Vittorio Mosele, calciatore e allenatore di calcio italiano († 1982)
- 1º febbraio - Luigi Nerieri, aviatore e militare italiano († 1936)
- 1º febbraio - Remigio Scavazza, calciatore italiano († 1945)
- 2 febbraio - Bruno Caneva, saltatore con gli sci e militare italiano († 2003)
- 2 febbraio - Millvina Dean, inglese († 2009)
- 2 febbraio - Wilhelm Joswig, militare e aviatore tedesco († 1989)
- 3 febbraio - Amédée Fournier, ciclista su strada e pistard francese († 1992)
- 3 febbraio - Jack Metcalfe, triplista, altista e lunghista australiano († 1994)
- 3 febbraio - Jaap Mol, calciatore olandese († 1972)
- 3 febbraio - Orlando Sain, calciatore e allenatore di calcio italiano († 1995)
- 3 febbraio - Enrique Sorrel, calciatore cileno († 1991)
- 3 febbraio - Jacques Soustelle, politico, scrittore e etnologo francese († 1990)
- 3 febbraio - John Bryan Ward-Perkins, archeologo e storico dell'architettura britannico († 1981)
- 4 febbraio - Leo Clement Andrew Arkfeld, arcivescovo cattolico statunitense († 1999)
- 4 febbraio - Fabòn, pittore italiano († 1969)
- 4 febbraio - James Craig, attore statunitense († 1985)
- 4 febbraio - Vittorio Giorgi, politico italiano († 2009)
- 4 febbraio - Constantin Herold, cestista e allenatore di pallacanestro rumeno († 1984)
- 4 febbraio - Jean Hérold-Paquis, politico e giornalista francese († 1945)
- 4 febbraio - Erich Leinsdorf, direttore d'orchestra austriaco († 1993)
- 4 febbraio - Olga Schiavo, artista italiana († 1991)
- 4 febbraio - Louis-Albert Vachon, cardinale e arcivescovo cattolico canadese († 2006)
- 5 febbraio - Josef Blösche, militare tedesco († 1969)
- 5 febbraio - Ugo Bonafini, politico italiano († 1985)
- 5 febbraio - Laura Breglia, numismatica italiana († 2003)
- 5 febbraio - Josip Palada, tennista jugoslavo († 1994)
- 5 febbraio - Willard Parker, attore statunitense († 1996)
- 5 febbraio - Hedwig Potthast, tedesca († 1994)
- 5 febbraio - Benedetto Richeldi, presbitero italiano († 1997)
- 5 febbraio - Giuseppe Zeni, botanico italiano († 2007)
- 6 febbraio - Eva Braun, fotografa tedesca († 1945)
- 6 febbraio - Christopher Hill, storico britannico († 2003)
- 6 febbraio - Enrico Pocognoni, presbitero, partigiano e antifascista italiano († 1944)
- 6 febbraio - Roberto Salvini, storico dell'arte e funzionario italiano († 1985)
- 6 febbraio - Margaret Somerville, schermitrice britannica († 1987)
- 6 febbraio - Odorico Leovigildo Sáiz Pérez, vescovo cattolico spagnolo († 2012)
- 7 febbraio - Alfred Desenclos, compositore francese († 1971)
- 7 febbraio - Russell Drysdale, pittore australiano († 1981)
- 7 febbraio - Emilio Gattoronchieri, calciatore italiano († 1993)
- 7 febbraio - Matthias Heidemann, calciatore tedesco († 1970)
- 7 febbraio - Henri Romagnesi, micologo francese († 1999)
- 7 febbraio - Giovanni Battista Semino, pittore e scultore italiano († 1987)
- 7 febbraio - Roy Sullivan, statunitense († 1983)
- 8 febbraio - Horst Ademeit, aviatore tedesco († 1944)
- 8 febbraio - Ann Lambton, orientalista britannica († 2008)
- 8 febbraio - Nikita Dmitrievič Magalov, pianista russo († 1992)
- 8 febbraio - Gyula Polgár, allenatore di calcio e calciatore ungherese († 1992)
- 8 febbraio - Richard William Southern, storico e medievista inglese († 2001)
- 8 febbraio - Frode Sørensen, ciclista su strada danese († 1980)
- 8 febbraio - Vojtěch Věchet, calciatore cecoslovacco († 1988)
- 9 febbraio - Giovanni Bianchi, calciatore italiano
- 9 febbraio - Mario Fabiani, politico italiano († 1974)
- 9 febbraio - Francesco Foglia, partigiano, presbitero e militare italiano († 1993)
- 9 febbraio - Futabayama Sadaji, lottatore di sumo giapponese († 1968)
- 9 febbraio - Manuel Gary, attore francese († 1988)
- 9 febbraio - Guillermo González del Río García, calciatore e allenatore di calcio spagnolo († 1984)
- 9 febbraio - Ginette Leclerc, attrice francese († 1992)
- 9 febbraio - Thomas Hinman Moorer, ammiraglio statunitense († 2004)
- 9 febbraio - Roger Normand, mezzofondista francese († 1983)
- 9 febbraio - Giordano Varoli, calciatore italiano
- 9 febbraio - Rudolf Vytlačil, allenatore di calcio e calciatore austriaco († 1977)
- 10 febbraio - József Darvas, scrittore e politico ungherese († 1973)
- 10 febbraio - Mario Giani, calciatore italiano († 1975)
- 10 febbraio - Giuseppe Lamacchia, politico italiano († 1999)
- 10 febbraio - Chalky Wright, pugile messicano († 1957)
- 11 febbraio - Juan Carlos Aramburu, cardinale e arcivescovo cattolico argentino († 2004)
- 11 febbraio - Robert Braet, calciatore belga († 1987)
- 11 febbraio - Rodolfo Brondi, calciatore e allenatore di calcio italiano
- 11 febbraio - Rudolf Firkušný, pianista ceco († 1994)
- 11 febbraio - Jindřich Kakos, schermidore cecoslovacco († 1971)
- 11 febbraio - Simón Lecue, calciatore spagnolo († 1984)
- 11 febbraio - Rudolf Stahl, pallamanista tedesco († 1984)
- 12 febbraio - Eric Barker, attore britannico († 1990)
- 12 febbraio - Vittor Ugo Ceccherelli, aviatore e ufficiale italiano († 1936)
- 12 febbraio - Lycette Darsonval, ballerina e direttrice artistica francese († 1996)
- 12 febbraio - Leonízio Fantoni, allenatore di calcio e calciatore brasiliano († 1975)
- 12 febbraio - Arduino Ferrari, calciatore italiano
- 12 febbraio - August Franzen, presbitero tedesco († 1972)
- 12 febbraio - Antonio Giuriolo, partigiano italiano († 1944)
- 12 febbraio - Raimondo Illa Salvia, religioso spagnolo († 1936)
- 12 febbraio - Corneel Seys, calciatore belga († 1944)
- 13 febbraio - Giovanni Battista Boscutti, aviatore italiano († 1944)
- 13 febbraio - José de Capriles, schermidore statunitense († 1969)
- 13 febbraio - Antonia Pozzi, poetessa italiana († 1938)
- 14 febbraio - Luigi Caiazza, politico italiano († 2005)
- 14 febbraio - Tyler McVey, attore statunitense († 2003)
- 14 febbraio - Italo Pizziolo, calciatore italiano († 1974)
- 14 febbraio - Joan Pujol García, agente segreto spagnolo († 1988)
- 14 febbraio - Tibor Sekelj, scrittore, esploratore e esperantista jugoslavo († 1988)
- 15 febbraio - Fritz Diederichs, ciclista su strada tedesco († 2001)
- 15 febbraio - Pietro Ferraris, calciatore italiano († 1991)
- 15 febbraio - Franco Gazzera, diplomatico italiano († 1939)
- 15 febbraio - Karl Kreutzberg, pallamanista tedesco († 1977)
- 15 febbraio - George Mikes, scrittore ungherese († 1987)
- 15 febbraio - Fabiano Savioz, politico italiano († 2002)
- 15 febbraio - Alfredo Valadas, calciatore e allenatore di calcio portoghese († 1994)
- 15 febbraio - Mario Zorzan, calciatore italiano († 1973)
- 16 febbraio - Gian Carlo Testoni, paroliere e giornalista italiano († 1965)
- 17 febbraio - Otto Bökle, calciatore tedesco († 1988)
- 17 febbraio - Anna Maria Dossena, attrice italiana († 1990)
- 17 febbraio - Andre Norton, scrittrice statunitense († 2005)
- 17 febbraio - Antonino Pinci, arcivescovo cattolico italiano († 1987)
- 17 febbraio - Tommy Wood, pilota motociclistico britannico († 2003)
- 18 febbraio - Gholam Reza Azhari, generale e politico iraniano († 2001)
- 18 febbraio - Vittoriano Cimmarrusti, militare italiano († 1936)
- 18 febbraio - Grete Olsen, schermitrice danese († 2010)
- 19 febbraio - Fabio Battesini, ciclista su strada e pistard italiano († 1987)
- 19 febbraio - Carmelo Buonocore, calciatore italiano († 1982)
- 19 febbraio - Anton Buttigieg, politico e poeta maltese († 1983)
- 19 febbraio - Saul Chaplin, compositore statunitense († 1997)
- 19 febbraio - Michel D'Hooghe, ciclista su strada belga († 1940)
- 19 febbraio - Arsenio Dacquati, calciatore italiano
- 19 febbraio - Dorothy Janis, attrice statunitense († 2010)
- 19 febbraio - Adolf Rudnicki, scrittore polacco († 1990)
- 19 febbraio - Henny Schermann, tedesca († 1942)
- 20 febbraio - Pierre Boulle, scrittore, agente segreto e ingegnere francese († 1994)
- 20 febbraio - Uberto Breganze, politico italiano († 1999)
- 20 febbraio - George Devol, inventore e imprenditore statunitense († 2011)
- 20 febbraio - Fred Grafft, cestista statunitense († 1993)
- 20 febbraio - Muriel Humphrey Brown, politica statunitense († 1998)
- 20 febbraio - Liu Yunzhang, cestista cinese († 1993)
- 20 febbraio - Corrado Nardi, attore italiano († 2007)
- 20 febbraio - Valentino Ongaro, presbitero e compositore italiano († 2002)
- 20 febbraio - Arrigo Pelliccia, violinista e violista italiano († 1987)
- 20 febbraio - Bruno Vattovaz, canottiere italiano († 1943)
- 21 febbraio - Henry Bernard, architetto e urbanista francese († 1994)
- 21 febbraio - Charles DuBois Coryell, chimico statunitense († 1971)
- 21 febbraio - Arline Judge, attrice statunitense († 1974)
- 21 febbraio - P. Schuyler Miller, autore di fantascienza statunitense († 1974)
- 21 febbraio - Fausto Montesi, ciclista su strada italiano († 1992)
- 21 febbraio - Aņisims Pavlovs, calciatore lettone († 1944)
- 21 febbraio - Coriolano Pontiggia, calciatore italiano († 1995)
- 21 febbraio - Solomon Schonfeld, rabbino britannico († 1984)
- 22 febbraio - Vratislav Čech, calciatore cecoslovacco († 1974)
- 22 febbraio - José Oscar Zelaya Alonso, cestista brasiliano († 1990)
- 22 febbraio - Vincenzo Provera, allenatore di calcio e calciatore italiano († 1988)
- 23 febbraio - Ernst Künz, calciatore austriaco († 1944)
- 23 febbraio - Dino Limoni, politico italiano († 1986)
- 23 febbraio - Sybil Shearer, coreografa, ballerina e scrittrice statunitense († 2005)
- 24 febbraio - Giovanni Ferrofino, arcivescovo cattolico italiano († 2010)
- 24 febbraio - Elio Jotta, attore italiano († 1996)
- 24 febbraio - Elsa Molè, politica italiana († 2006)
- 24 febbraio - Rodolfo Pichi Sermolli, botanico italiano († 2005)
- 24 febbraio - René Portocarrero, pittore cubano († 1985)
- 24 febbraio - Jiří Trnka, illustratore, animatore e regista cecoslovacco († 1969)
- 24 febbraio - Batista Vinatzer, alpinista italiano († 1993)
- 25 febbraio - Francesco Albani, ciclista su strada italiano († 1997)
- 25 febbraio - Émile Allais, sciatore alpino, allenatore di sci alpino e dirigente sportivo francese († 2012)
- 25 febbraio - Quinto Bucci, politico italiano († 1970)
- 25 febbraio - Engelbert Bösch, calciatore svizzero († 1979)
- 25 febbraio - Filippo Gagliardi, imprenditore e filantropo italiano († 1968)
- 25 febbraio - Enzo Giacchero, partigiano e politico italiano († 2000)
- 25 febbraio - Bernard Lajarrige, attore francese († 1999)
- 25 febbraio - Vsevolod Sanaev, attore sovietico († 1996)
- 25 febbraio - Richard Wattis, attore britannico († 1975)
- 26 febbraio - Iuliu Bodola, calciatore e allenatore di calcio rumeno († 1993)
- 26 febbraio - Maisie Carr, ecologo e botanica australiana († 1988)
- 26 febbraio - Dane Clark, attore statunitense († 1998)
- 26 febbraio - Remigio Del Grosso, sceneggiatore e regista italiano († 1984)
- 26 febbraio - Assia Noris, attrice russa († 1998)
- 26 febbraio - Franco Sassi, pittore e incisore italiano († 1993)
- 27 febbraio - Lawrence Durrell, scrittore e poeta britannico († 1990)
- 27 febbraio - Gaspar Pinto, calciatore portoghese († 1969)
- 27 febbraio - Joan Haslip, giornalista e scrittrice britannica († 1994)
- 28 febbraio - Bertil di Svezia, principe svedese († 1997)
- 28 febbraio - Gérard Blitz, imprenditore e pallanuotista belga († 1990)
- 28 febbraio - Clara Petacci, italiana († 1945)
- 29 febbraio - Ferruccio Ghidini, calciatore e allenatore di calcio italiano († 1994)
- 29 febbraio - Said Hajji, giornalista e attivista marocchino († 1942)
- 29 febbraio - Alberto Liri, militare italiano († 1936)
- 29 febbraio - Kamil Tolon, imprenditore turco († 1978)
- 29 febbraio - Remo Wolf, incisore italiano († 2009)
- 29 febbraio - Taiichi Ōno, ingegnere giapponese († 1990)